# Amaracarpus doormanniensis
Amaracarpus doormanniensis är en måreväxtart som beskrevs av Theodoric Valeton. Amaracarpus doormanniensis ingår i släktet Amaracarpus och familjen måreväxter. Inga underarter finns listade i Catalogue of Life.